# Posada (Sardenya)
Posada (en sard, Pasada) és un municipi italià, dins de la província de Nuoro. L'any 2007 tenia 2.394 habitants. És a la regió de Baronia Limita amb els municipis de Budoni (OT), Torpè i Siniscola.

## Administració
| Període | Identitat              | Partit        |
| ------- | ---------------------- | ------------- |
| 2005-   | Roberto Francesco Tola | Llista cívica |

## Galeria d'imatges

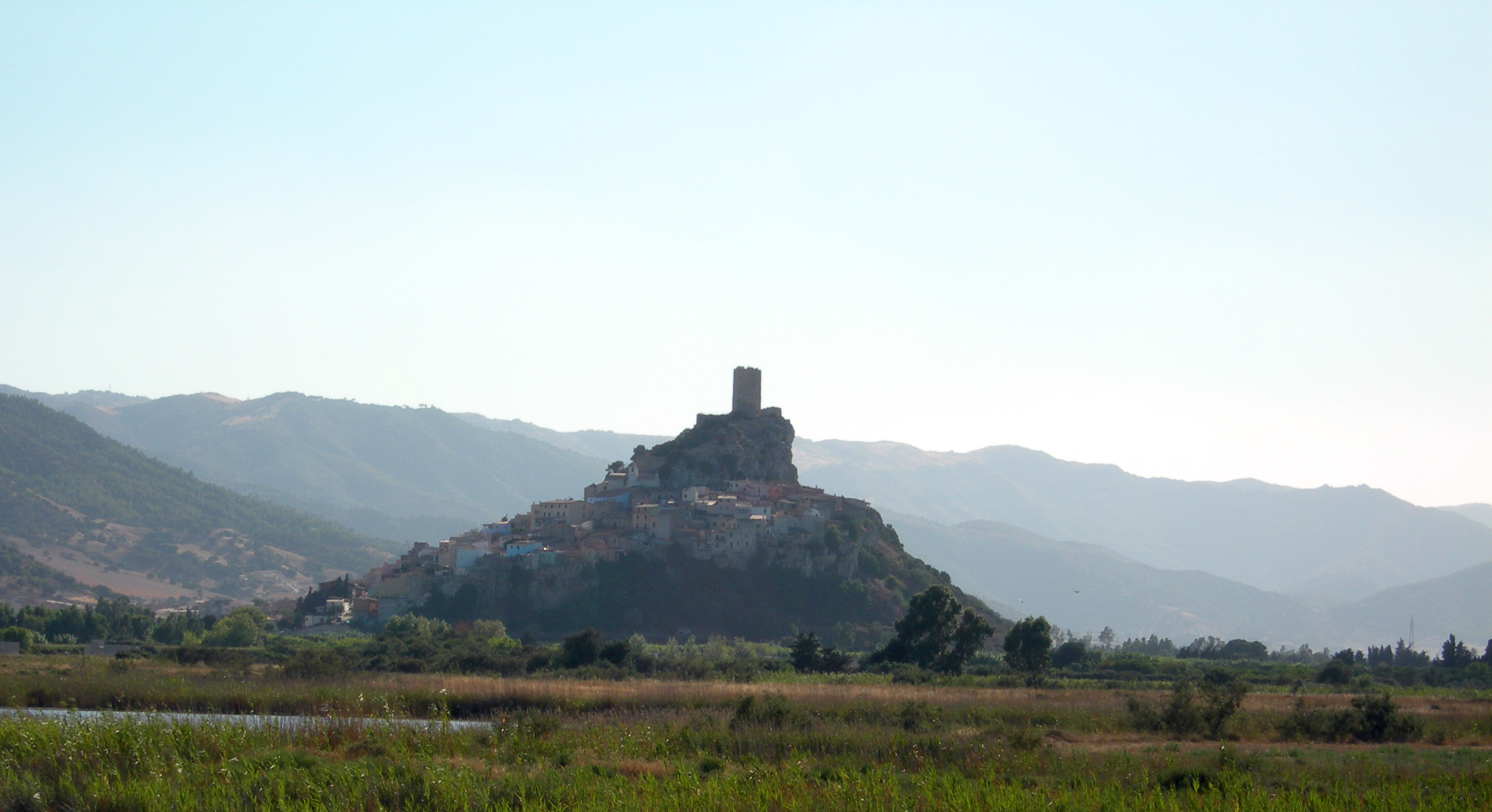
Vista des de la platja
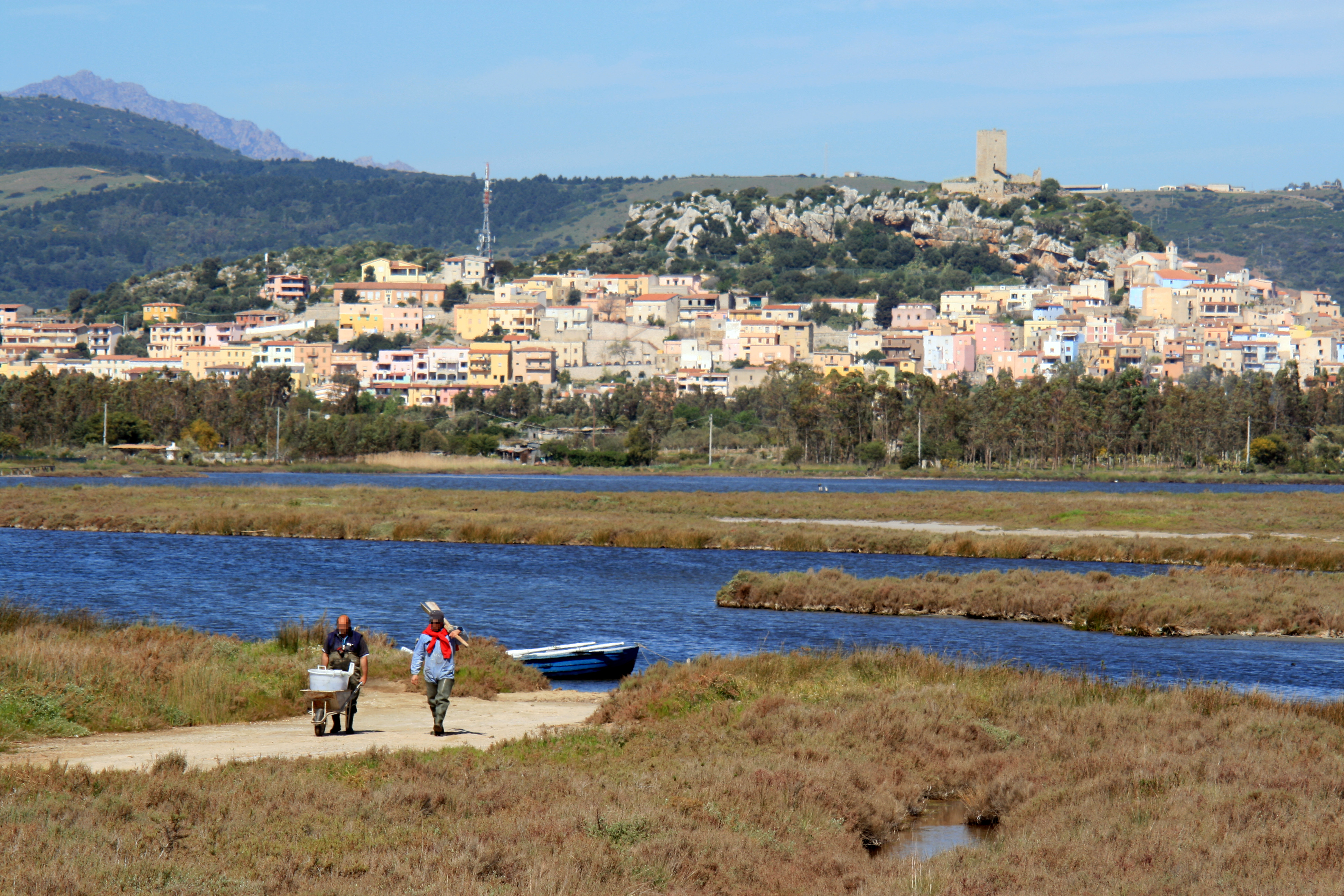
Vista des de San Giovanni
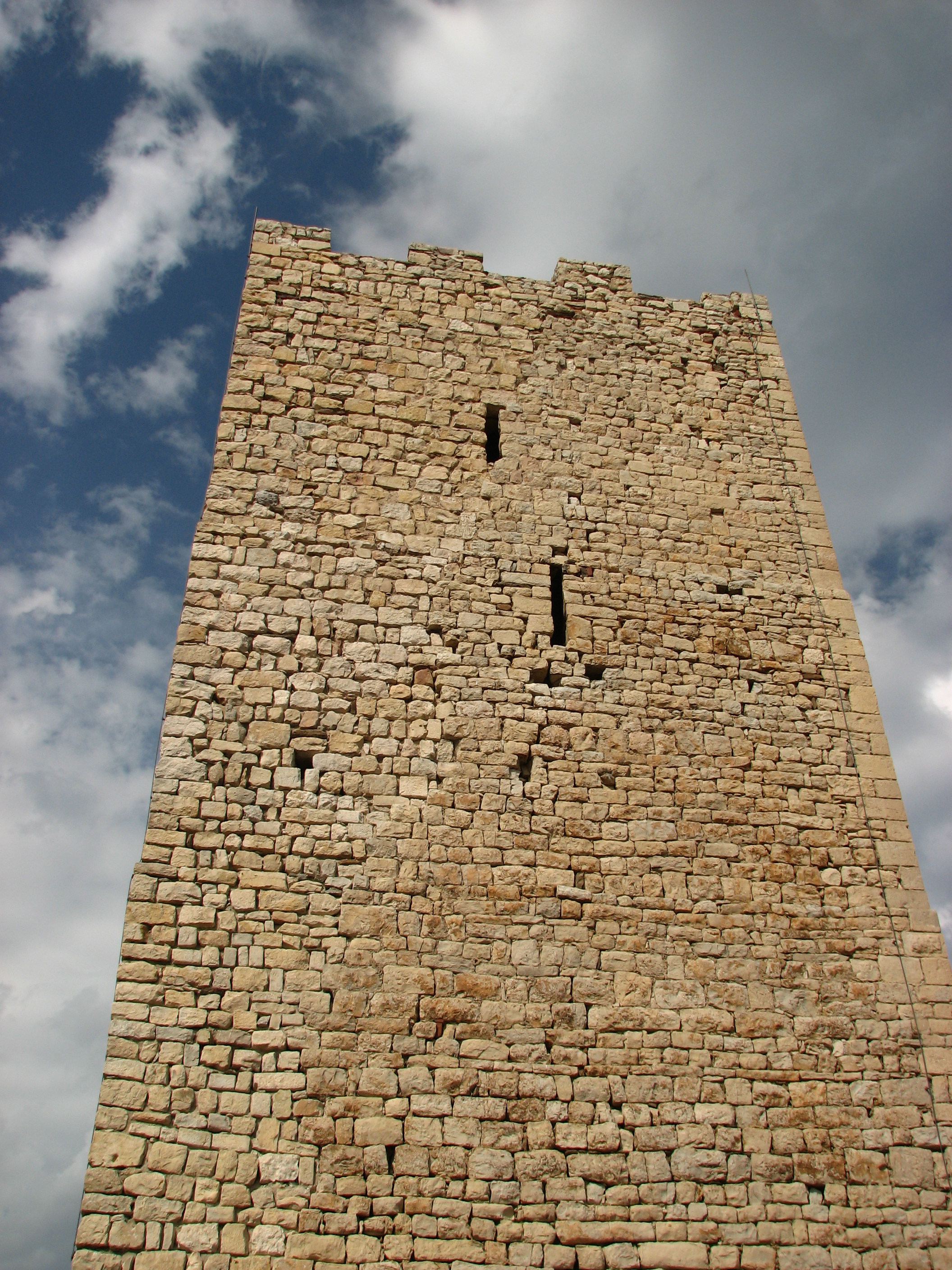
Castell de la Fava